# Réhavia

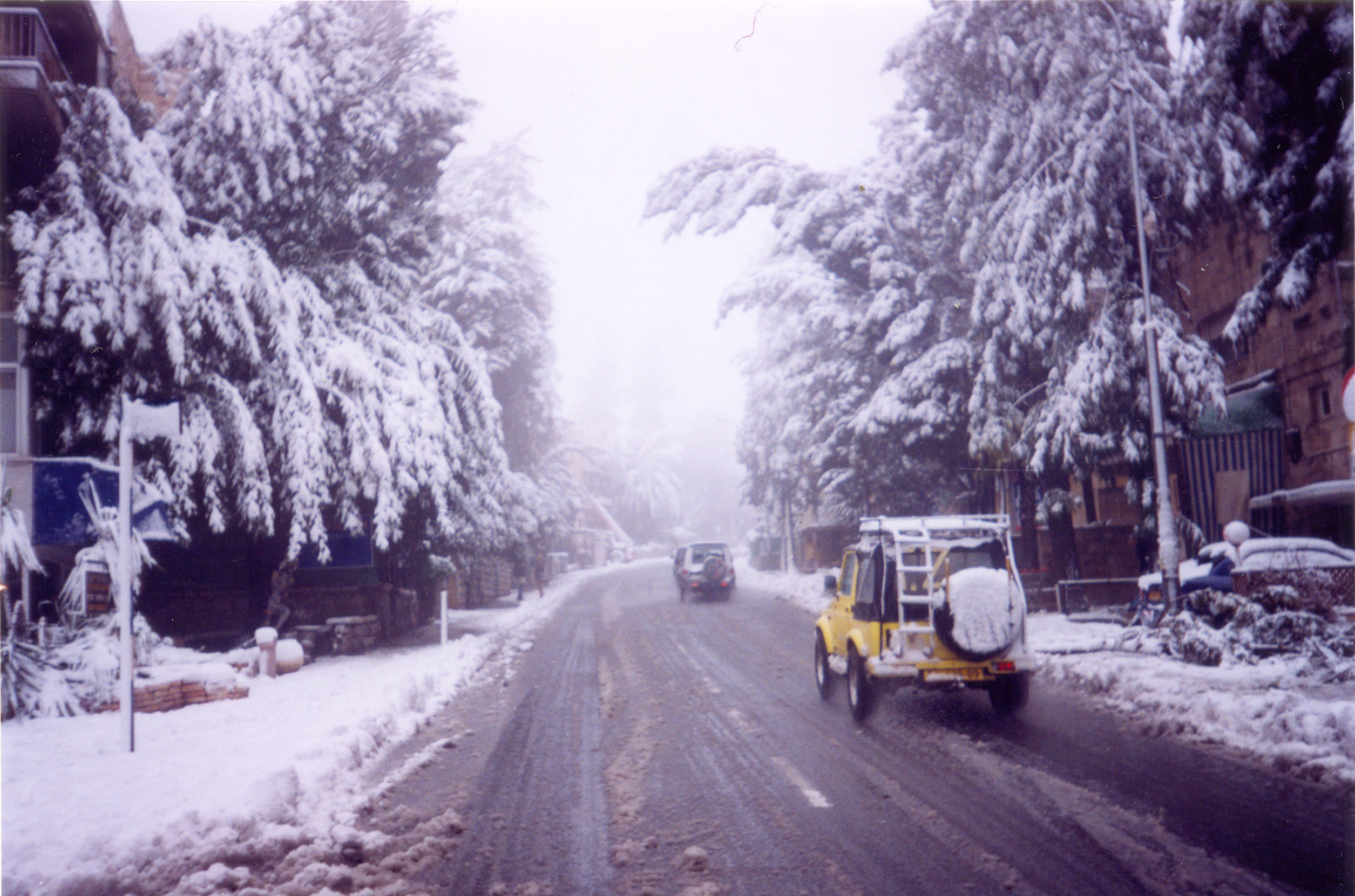
Voie d'Azza en hiver

Rehavia est un quartier de Jérusalem. Il est situé entre les quartiers de Nahalaot au nord, Talbiyeh et Kiryat Shmouel au sud, le quartier religieux de Shaarei Hesed à l'ouest et le centre-ville à l'est. 
Il a été fondé à la fin des années 1920. Ses rues portent les noms d'écrivains de l'Âge d'or de la culture juive en Espagne (VIIIe au XIe siècle).

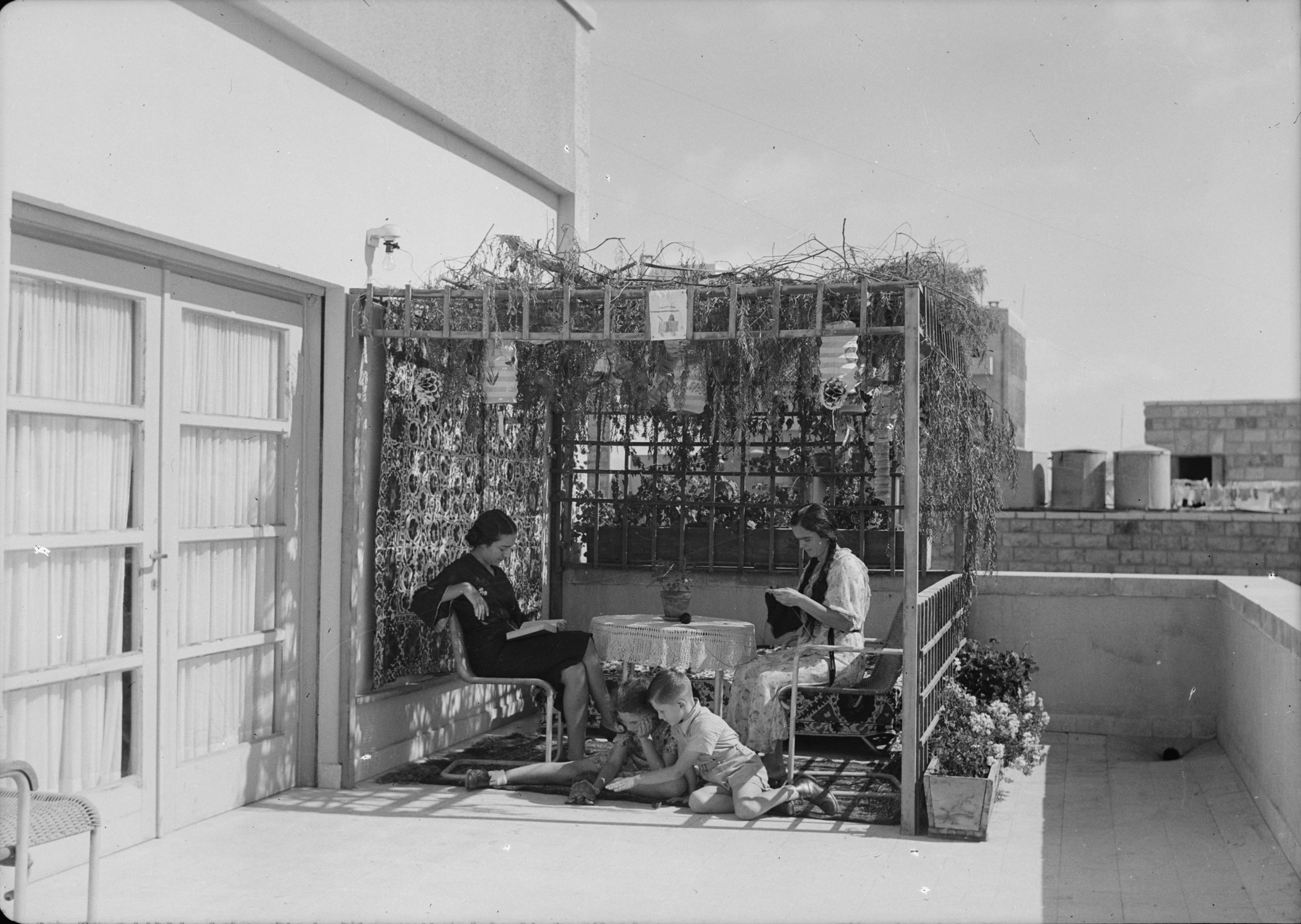
Cabane de Souccoth au quartier juif européen de Rehavia, 1939

## Lieux remarquables
- Beth Agion (résidence du Premier ministre israélien)
- Beth Yelin
- Beth Arthur Ruppin
- Beth Bonem
- Beth Havatzelet
- Beth Gershom Sholem
- Beth Dov Yossef
- Beth ha-haloutzot
- Synagogue Yeshouroun
- Yad Ben-Zvi
- Beth hashimshoni
- Beth Zalman Shocken
- Beth Julius Jacob (résidence du Premier ministre entre 1950 et 1974, où résida David Ben Gourion)
- le café Rehavia
- Beth Menahem Ussishkin
- Beth Shmouel Ezrahi Brisker
- Beth ha-Mossadot ha-Leoumiim qui abrite aujourd'hui l'Organisation sioniste mondiale, le KKL et le Keren Hayesod
- le Lycée hébraïque Rehaviah
- la Villa Leah
- le monastère de Ratisbonne
- la bibliothèque Schoken
- la tombe de Jason

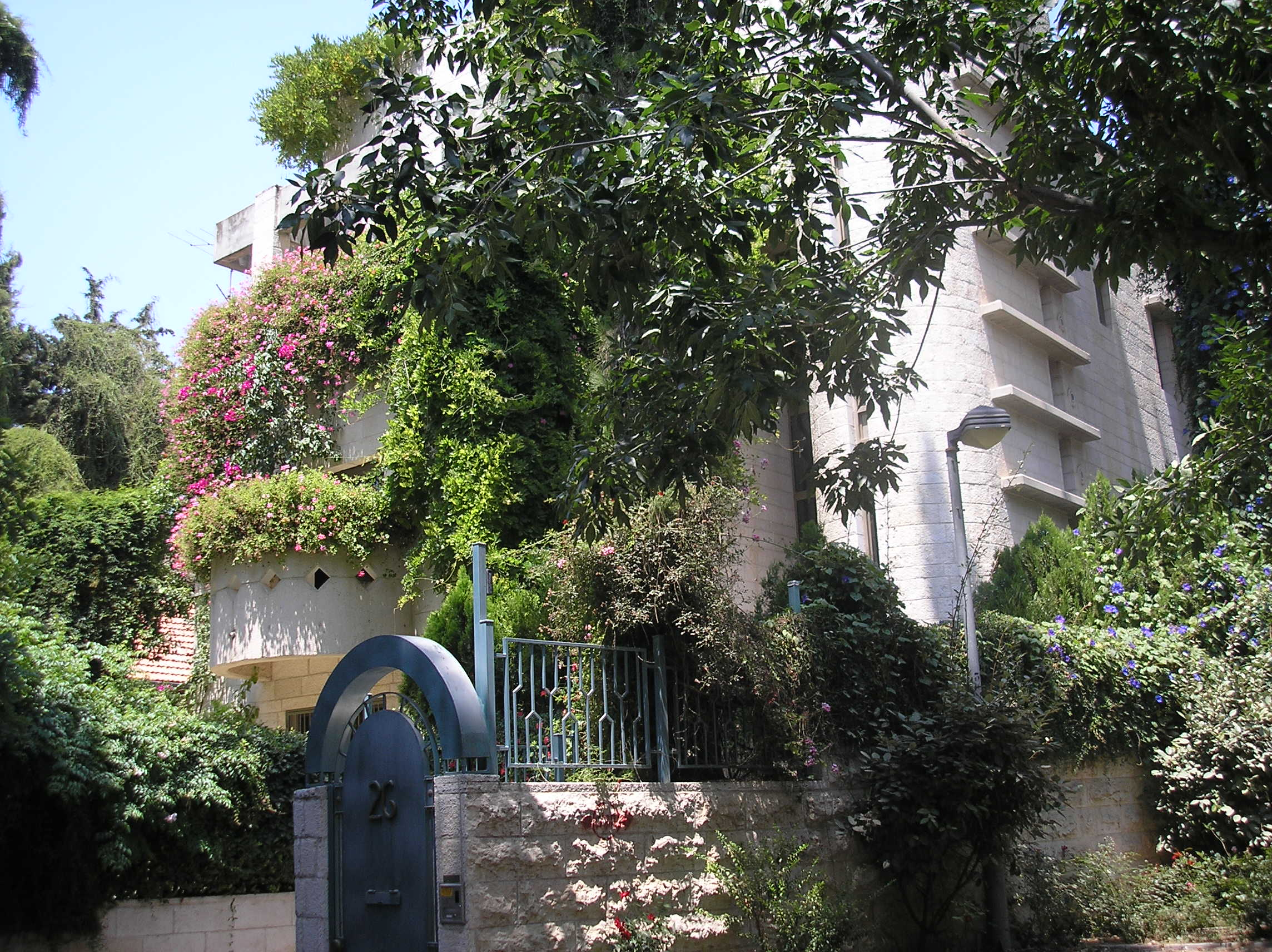
Une maison typique de Rehavia